# نبض جنگل: فیلم
نبض جنگل: فیلم (انگلیسی: Jungle Beat: The Movie) یک فیلم پویانمایی رایانه‌ای موریسی به کارگردانی برنت داوز، بر اساس شخصیت‌های مجموعه تلویزیونی نبض جنگل است. این فیلم نخستین بار در جشنواره بین‌المللی فیلم انیمیشن انسی در سال ۲۰۲۰ نمایش داده شد.